# 9860 Археоптерикс
9860 Археоптерикс (1991 PW9, 1995 DY10, 9860 Archaeopteryx) — астероїд головного поясу, відкритий 6 серпня 1991 року.
Тіссеранів параметр щодо Юпітера — 3,177.